# Лезињана (Модена)
Лезињана је насеље у Италији у округу Модена, региону Емилија-Ромања.
Према процени из 2011. у насељу је живело 836 становника. Насеље се налази на надморској висини од 37 м.